# 103-as busz (Budapest, 1972–1976)
A budapesti 103-as jelzésű autóbusz a Móricz Zsigmond körtér és Nagytétény, Vasút utca között közlekedett. A járatot a Budapesti Közlekedési Vállalat üzemeltette.

## Története
1972. december 23-án az irányonként két forgalmi sávosra kiépült Budafoki úton át 103-as jelzéssel gyorsjárat indult a Móricz Zsigmond körtér és Nagytétény, Angeli utca között Ikarus 556-os buszokkal. 1973 decemberétől Ikarus 260-as buszokat adtak ki a vonalra. 1976. május 31-étől már a Vasút utcáig közlekedett, majd 1977. január 3-án a 3-as jelzést kapta.

## Útvonala
| Nagytétény, Vasút utca felé | Móricz Zsigmond körtér felé |
| --- | --- |
| Móricz Zsigmond körtér vá. – Karinthy Frigyes út – Bartók Béla út – Lágymányosi utca – Budafoki út – Hunyadi János út – Kitérő út – Felüljáró – Leányka utca – Budafoki tér – Kossuth Lajos utca – Nagytétényi út – Nagytétény, Vasút utca vá. | Nagytétény, Vasút utca vá. – Nagytétényi út – Rózsa Richárd utca – Leányka utca – Felüljáró – Kitérő út – Hunyadi János út – Budafoki út – Karinthy Frigyes út – Móricz Zsigmond körtér vá. |

## Megállóhelyei
| 0  | Móricz Zsigmond körtér végállomás    | 29 | 6, 9, 18, 19, 47, 49, 61 1, 3, 7, 7A, 7C, 10, 10A, 10Y, 27, 40, 40A, 53, 107, 140 |
| 3  | Schönherz Zoltán utca                | 26 | 4 10, 10A, 10Y, 12, 86, 186                                                       |
| 10 | Kábel Művek                          | 19 | 10, 10A, 10Y, 83                                                                  |
| 16 | Magdolna utca (↓) Varga Jenő tér (↑) | 13 | 9, 43, 47 3, 14, 14Y, 58 Budafok-Belváros                                         |
| 18 | Vágóhíd utca                         | 11 | 43 3, 14, 14Y                                                                     |
| 19 | József Attila utca                   | 10 | 43 3, 14, 14Y Budafok-Háros                                                       |
| 20 | Jókai Mór utca                       | 9  | 43 3, 14, 14Y, 50, 50A, 50B, 50C                                                  |
| 22 | Gumigyár                             | 7  | 43 3, 14, 14Y, 50B, 50C Budatétény                                                |
| 25 | Bartók Béla út                       | 4  | 43 3, 13A                                                                         |
| 27 | Angeli utca                          | 2  | 3, 13, 13A, 13B, 13Y                                                              |
| 29 | Nagytétény, Vasút utca végállomás    | 0  | 3, 13B Nagytétény                                                                 |